# بورخميستر

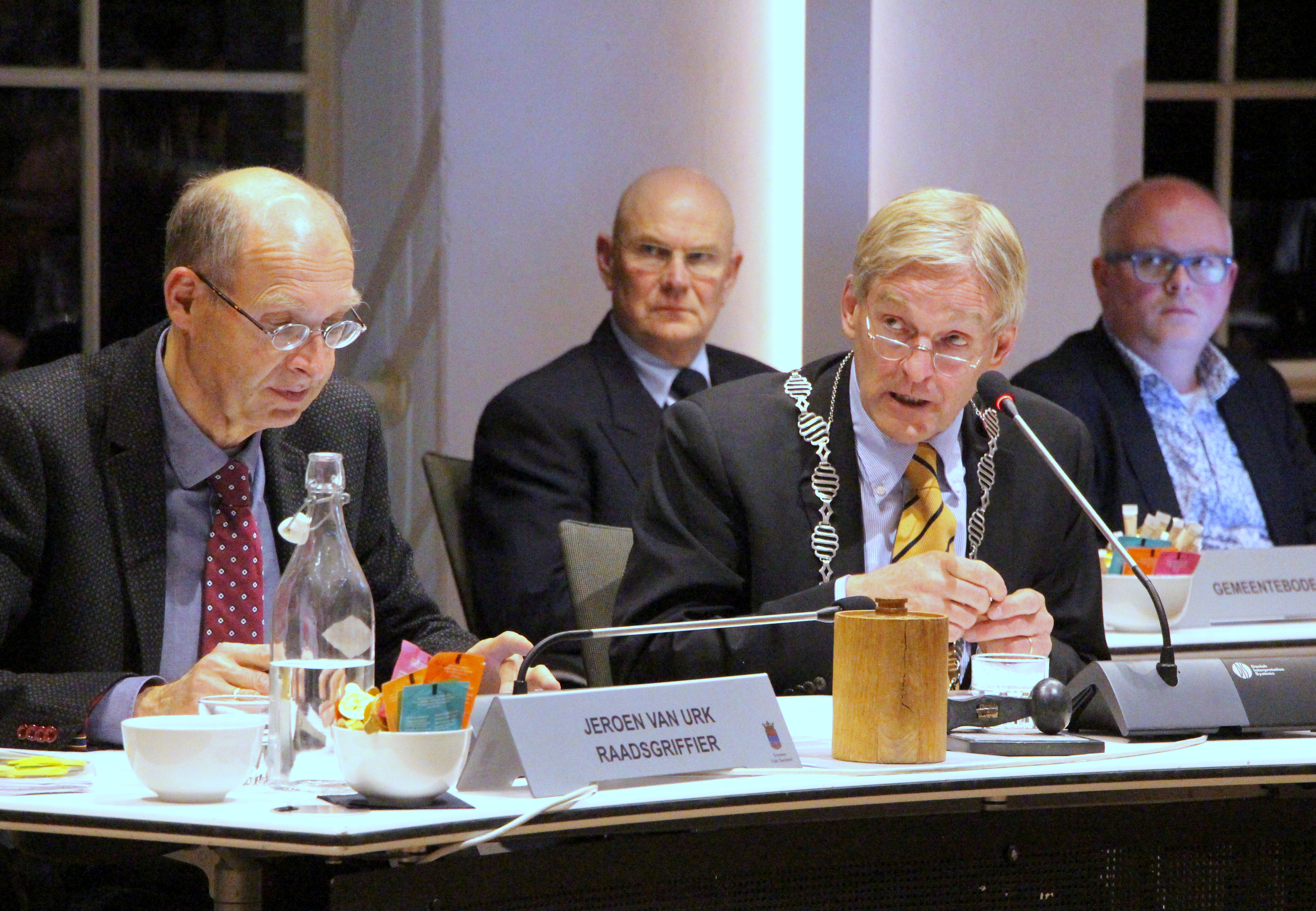
جلسة مجلس مجتمع آودا آيسلستريك، شرق هولندا: العمدة Steven de Vreeze (يسار) كرئيس المجلس.

العمدة (بالهولندية: burgemeester) أو بورخميستر في هولندا وبلجيكا هو رئيس البلدية تعينه الحكومة، الذي وظيفته الرئيسية ترأس المجالس التشريعية والتنفيذية للبلدية.